# Ludacris
Christopher Brian Bridges (Champaign, Illinois, 1977. szeptember 11. –) ismertebb nevén Ludacris háromszoros Grammy-díjas amerikai rapper és színész. Unokatestvére az R&B énekesnő Monica. A menedzserével, Chaka Zuluval együtt alakították a Disturbing Tha Peace nevű kiadót. Ludacris több mint 13 millió albumot adott el az USA-ban.

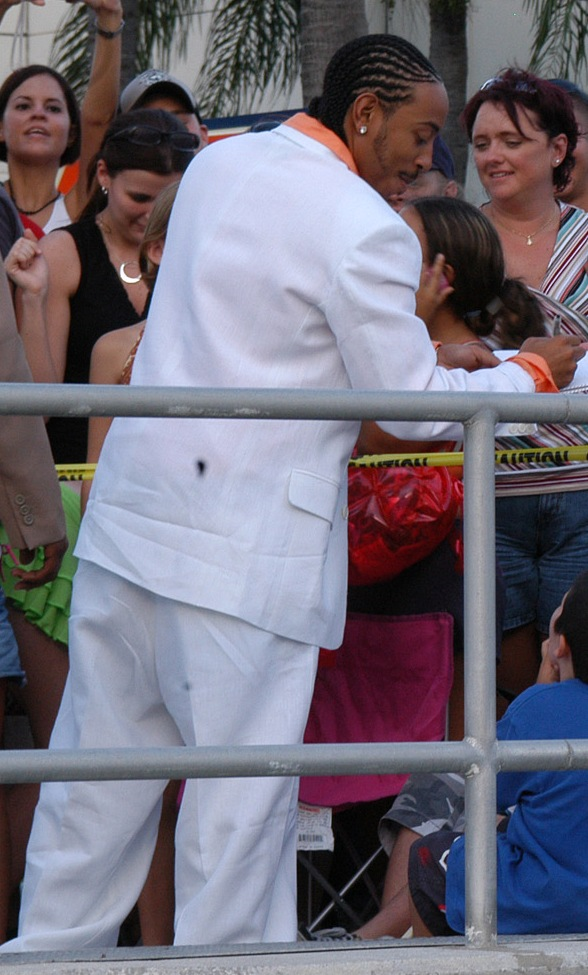
Ludacris

## Élete
Ludacris Christopher Brian Bridges néven született Oak Parkban, Illinois Államban, Roberta Shields és Wayne Brian Bridges gyermekeként. Az Oak Park-i iskolákba járt (Homes Elementary School, Emmerson a.k.a. Gwendolyn Brooks és OPRF High School). Nagyon jó tanuló volt. A családja kamaszkorában Atlantába költözött. Ebben az időben az apja mindenféle zenével ellátta a hiphoptól a rockig. 9 évesen kezdett rappelni, hamarosan elkezdte karrierjét mint rapper.

## Zenei karrierje

### Kezdetek
Ludacris megmutatta személyét a helyi médiában, DJ-ként dolgozott, Chris Lova Lova-ként, a Hot 97.5-nél, a városi rádióállomásnál, Atlantában. Alkalma volt arra, hogy kereskedelmi pozíciót nyerjen, amikor a hiphop producer/rapper Timbaland hallotta őt az atlantai rádióban. Timbaland felajánlotta Ludacrisnek, hogy dolgozzon vele a rádióállomásnál. Timbaland akkor csinált egy lehetőséget Luda-nak a Hot 97.5 állomásán. Ketten együtt dolgoztak és elkészítették Ludacris debütáló számát a "Phat Rabbit"-tet, egy számot Timbaland 1998-as Tim's Bio: Life drom da Bassment című albumáról
Habár Timbaland és Jermaine Dupri is mutatott érdeklődést Ludacris után, ő úgy döntött kézbe veszi a dolgokat és kiadta "Incognegro" független albumát 1999-ben.
Az albumból 50,000 darabot adott el, a legtöbb kifogyott az autójából. Luda leszerződött a Def Jam Records-hoz 2000-ben, és csinált egy új ágat a Def Jam South-tot, körülötte. A Def Jam akkor újra kiadta az "Incognegro"-t újabb verzióban és új címmel "Back for the First Time". Az album elindította Luda karrierjét, mint déli rapper.

### Back for the First Time
Ludacris kiadta debütáló albumát a Back for the First Time-ot, 2000 novemberében. Ez az album, újra kiadása az "Incognegro"-nak amiben Ludacris-nek segítségére volt az underground producer, Sessy Melia, akivel járt egy rövid ideig. Az album #4 helyig menetelt a ranglistákon, ami nagy siker volt. Az albumról készített két kislemezt a Southern Hospitality-t és a What's Your Fantasy-t.

### Word of Mouf
Következő albuma a Word of Mouf volt, amit 2001 végén adott ki. A vezető dal a Rollou (My Business) volt, amit jelöltek a 2002-es VMA-ra, Ludacris elő is adta a gálán. A következő sláger a Move Bitch lett Mystikal-lal és I-20-vel, valamint az Area Codes Nate Dogg-gal, és a Saturday Sleepy Brown-nal. A Word of Mouf Ludacris legtöbbet eladott albuma.

### Chicken-n-Beer
2003 tavaszán Ludacris visszatért egy új számmal az Act a Fool-lal a Halálosabb iramban című film filmzenéjéről. Nem sokkal később kiadta első számát a P-Poppin (Pussy Poppin röviden) a negyedik Chicken-n-Beer albumáról. Mindkét dala egyik sem ért el nagy sikereket és csak kevésszer játszotta a TV is. 2003-ban Ludacris kiadta következő számát a Stand up-ot, amit Kanye West írt és szerepel a szám tini/tánc/hiphop filmben a Honey-ban. A szám nagy siker volt a Billboard Hot 100 első helyén volt, és szinte minden lista elején meg lehetett találni. A következő dal Splash Waterfalls címet viselte, amit 2004 adott ki. Ez volt Ludacris legszexuálisabb videója. Ebben az évben megkapta első Grammy-díját Usher-rel és Lil Jon-nal megkapták a Yeah című dalért a Legjobb Rap Kollaborációnak járó díjat. Következett a Blow It Out a videó kis költségvetésből készült. Ebben a számba üzen Bill O'Reilly-nek és a Pepsi-nek:
Shout out to Bill O'Reilly, I'm'a throw you a curve
You mad cause I'm a thief and got away with words
I'm'a start my own beverage, it'll calm your nerves
Pepsi's the New Generation?—Blow it out cha ass!
2006. június 1-jén szövetségi esküdtszék azt állapította meg, hogy a Stand Up egy New Jersey együttes az I.O.F. "Straight Like That" című számáról lett másolva. "Remélem, hogy a felperesek élvezték a 15 perc hírnevet" mondta az ítélet után Ludacris. "Ez az egész tapasztalat nekem, hogy azért harcoljak, amiben hiszek" mondta Ludacris az MTV Awards 2006-on adott interjújában.

### Red Light District
Ludacris negyedik stúdióalbuma. Nem nagyon különbözik az előző albumaitól, ám albumára egy érettebb megközelítést. Ludacris leforgatta a Get Backet, az első videóklipet az albumról, amiben hatalmas izmos karja van és mindenkit elintéz vele, aki kritizálja őt. Első szerepét a Saturday Night Live című showban kapta, mint speciális vendég a Sum 41 társaságában. 30 részen át szerepelt a showban, a műsorvezető Paul Giamatti volt. Utána felvette újra a Get Back-et közreműködve a Sum 41-gyel. A következő videó az Austin Powers inspirálta Number 1 Spot. A producer New York város Hot 97-es személyisége DJ Green Lantern volt. A videóban kigúnyolta Bill O'Reilly problémáit Andrea Mackris-szal kapcsolatban. Az album producerei Timbaland, Lil' Jon és The Medicine Man voltak. Az albumon közreműködtek olyan sztárok, mint Nas, DMX, DJ Quik, Trick Daddy és a Disturbung Tha Peace kiadó új előadója Bobby Valentino. Az album első helyen debütált a Billboard Chart-on.
The Red Light District sikere után Ludacris kihasználta az alkalmat arra, hogy elindítsa saját alapítványát. A "Ludacris Foundation"-ot, elindításában Chaka Zulu volt segítségére, egy olyan szervezet, ami a fiatal középnek és a középiskolai diákoknak segít kreatív művészetekben motiválni magukat.

### Pre-Release Therapy
Ludacris új albuma előtt kiadott egy Pre-Release Therapy: The Truth Shall Set You Free című mixtape-t producere DJ Green Lantern és Michael "5000" Watts voltak.

### Release Therapy
Az albumot 2006. szeptember 26-án adták ki. Ludacris úgy formázta a CD-t, hogy két oldala legyen, egy Release oldala és egy Therapy oldala. A Release oldalon olyan, számok vannak amik megengedik, hogy útnak indítson mindent, ami a mellkasa alatt van. A Therapy oldalon eközben, sok igazság tartalmú számok vannak, hangulatban is sötét. Az első szám a Money Maker Pharrell közreműködésével, az amerikai rádiókban 2006. július 17-én játszották először.
Első helyezett lett a BET 106 & Park-on. 6 évet kellett Ludacris-nak erre várnia újra az első helyre. A második szám a Runaway love Mary J. Blige közreműködésével. A dal első lett a U.S. Rap Billboard-on. Az album az első héten #1 lett a Billboard 200-on több mint, 300 000 eladott albummal. Az első szám a Money Maker és az album 2007-ben Grammy-díj-at kapott, mint a Legjobb Rap Dal, az album, mint a Legjobb Rap Album. Az album kiadásával Ludacris stílust váltott a Hip-Hop-on belül, valamint levágatta védjegyét, a haját.
Az album népszerűsítésre visszatért a Saturday Night Live-be mint műsorvezető és zenei előadó.

### Theater of the Mind
Ludacris következő albumának címe. Magyar jelentésében az Elme Színháza. Az albumot 2008. november 24-én adták ki.

## Diszkográfia

### Szóló albumok
- 2000: Incognegro
- 2000: Back for the First Time
- 2001: Word of Mouf
- 2003: Chicken-n-Beer
- 2004: The Red Light District
- 2006: Release Therapy
- 2008: Theater of the Mind
- 2010: Battle of the Sexes
- 2015: Ludaversal

### Disturbing Tha Peace-szel
- 2002: Golden Grain
- 2005: Ludacris Presents: Disturbing tha Peace
- 2008: Strength In Numbers

### Mixtape-ek
- 2006: Pre-Release Therapy
- 2008: The Preview

## Filmográfia

### Film
| Év   | Magyar cím                       | Eredeti cím              | Szerep             | Magyar hang          |
| ---- | -------------------------------- | ------------------------ | ------------------ | -------------------- |
| 2001 | Balhé a mosodában                | The Wash                 | vásárló            |                      |
| 2003 | Halálosabb iramban               | 2 Fast 2 Furious         | Tej Parker         | Rancsó Dezső         |
| 2004 | Nagycsávó (Pici stirci)          | Lil' Pimp                | Weathers (hangja)  |                      |
| 2004 | Ütközések                        | Crash                    | Anthony            | Csík Csaba Krisztián |
| 2005 | Nyomulj és nyerj!                | Hustle & Flow            | Skinny Black       | Barabás Kiss Zoltán  |
| 2007 | Télbratyó                        | Fred Claus               | DJ Donnie          | Szabó Máté           |
| 2008 | Spíler                           | RocknRolla               | Mickey             | Takátsy Péter        |
| 2008 | Max Payne – Egyszemélyes háború  | Max Payne                | Jim Bravura        | Király Attila        |
| 2009 |                                  | Ball Don't Lie           | Julius             |                      |
| 2009 | Gamer – Játék a végsőkig         | Gamer                    | Humanz vezető      | Géczi Zoltán         |
| 2011 | Halálos iramban: Ötödik sebesség | Fast Five                | Tej Parker         | Nagypál Gábor        |
| 2011 | Csak szexre kellesz              | No Strings Attached      | Wallace            | Kálid Artúr          |
| 2011 | Szilveszter éjjel                | New Year's Eve           | Brendon            | Nagypál Gábor        |
| 2011 |                                  | Breakaway                | önmaga (cameo)     |                      |
| 2013 | Halálos iramban 6.               | Fast & Furious 6         | Tej Parker         | Nagypál Gábor        |
| 2015 | Halálos iramban 7.               | Fast & Furious 7         | Tej Parker         | Nagypál Gábor        |
| 2017 | Halálos iramban 8.               | Fast & Furious 8         | Tej Parker         | Nagypál Gábor        |
| 2018 | Kutyaparádé                      | Show Dogs                | Max (hangja)       | Anger Zsolt          |
| 2018 |                                  | The Ride                 | Eldridge Buultjens |                      |
| 2020 | John Henry                       | John Henry               | Hell               |                      |
| 2021 | Halálos iramban 9.               | F9                       | Tej Parker         | Nagypál Gábor        |
| 2022 | Az út vége                       | End of the Road          | Reggie             | Patkós Márton        |
| 2023 | Halálos iramban 10.              | Fast X                   | Tej Parker         | Nagypál Gábor        |
| 2023 | Egy igazi karácsony              | Dashing Through the Snow | Eddie Garrick      | Szabó Máté           |

Dokumentumfilmek
- 2003: Paper Chasers – önmaga
- 2005: Ludacris: The Red Light District – önmaga
- 2005: The Heart of the Game – önmaga
- 2007: Ludacris: The Southern Smoke: Unauthorized – önmaga
- 2017: Demi Lovato: Simply Complicated – önmaga

## További információ
- Hivatalos oldal
- Ludacris a Facebookon
- Ludacris a PORT.hu-n (magyarul)
- Ludacris az Internetes Szinkronadatbázisban (magyarul)
- Ludacris az Internet Movie Database-ben (angolul)
- Ludacris a Rotten Tomatoeson (angolul)
- Official website
- Disturbing tha Peace Records Recording Label
- The Ludacris Foundation
- Ludacris On Myspace
- Ludacris News
- Ludacris Fansite
- Ludacris' Profile on VH1 Archiválva 2007. szeptember 11-i dátummal a Wayback Machine-ben
- Ludacris az Internet Movie Database oldalon (angolul)
- CNN interview with Ludacris
- Guy Ritchie Website (RocknRolla) Archiválva 2007. szeptember 28-i dátummal a Wayback Machine-ben